# 唖侍鬼一法眼
『唖侍鬼一法眼』（おしざむらいきいちほうがん）は、五社英雄原作・神田たけ志作画の劇画。『週刊アサヒ芸能』（徳間書店）に1972年8月17日号から1973年7月5日号にかけて連載された。
また、上記を原作とするテレビ時代劇『唖侍鬼一法眼』が、1973年10月7日から1974年3月31日まで、日本テレビ系列で放送された。全26回。主演は若山富三郎。
なお、タイトルの「唖」が差別用語に当たるため、劇画の再刊では『怨みの刺客鬼一法眼』、ドラマ版の再放送やDVDの箱書きタイトルでは『鬼一法眼』と改題されている。

## 概要
「鬼一法眼」が賞金稼ぎをしながら仇敵を捜す旅に出た。
主人公の鬼一法眼は少年期に喉を斬られて声を失ったのでしゃべることはできないが、耳は聞こえ他者の言葉は理解できるという設定である。そのため、自身の心の声や書き残した置き手紙が読み上げられる際など、台詞がある場面は複数存在する。

## 所収
1973年に講談社より全2巻が発行。
- 唖侍鬼一法眼 壱 1973年5月28日発行
- 唖侍鬼一法眼 弐 1973年9月28日発行

2005年にリイド社より、改題の上全2巻が発行されている（絶版）。
- 怨みの刺客鬼一法眼 鬼哭之章 2005年8月発行 ISBN 4845826690
- 怨みの刺客鬼一法眼 鬼刀之章 2005年9月発行 ISBN 4845826704

## テレビドラマ『唖侍鬼一法眼』

### スタッフ
- 原作：五社英雄、神田たけ志
- 企画：梅谷茂（日本テレビ）、若山富三郎、西岡弘善、久保寺生郎
- プロデューサー：加賀義二（日本テレビ）、勝新太郎、吉岡徹
- 脚本：放映リスト参照
- 音楽：冨田勲
- 監督：放映リスト参照
- 制作：勝プロダクション、日本テレビ

### 主題歌
- 「孤独におわれて」（作詞：安井かずみ、作曲・編曲：冨田勲、歌：勝新太郎、東芝レコード）

### 主な出演者
- 鬼一法眼：若山富三郎
- 卍（相良筑後守）：勝新太郎
- お菊：ジュディ・オング（1・14・26話）
- お嵐：浜木綿子（3・6話）
- 慈海和尚：嵐寛寿郎（5・13話）
- 菊乃：松尾嘉代（5・13・26話）
- 渡海屋：大木実（12・25・26話）
- ゴンザレス：トニー・セテラ（26話）
- ナレーター：睦五郎

### 放映リスト
| 話数 | サブタイトル         | 脚本            | 監督       | ゲスト出演者 |
| ---- | -------------------- | --------------- | ---------- | --- |
| 1    | 唇から歌を奪われた男 | 高橋二三        | 勝新太郎   | 大倉丹後守：須賀不二男 祈祷師：天本英世 鮫の十兵衛：藤岡重慶 柳田藤右衛門：郡司良 源八：長谷川弘 大浦屋：北村英三 作兵衛：寺島雄作 菊乃(少女時代)：瞳順子 下役人：堀北幸夫 村人：岩田正 人相書の男：伴勇太郎 健之助：大森久綱 柳田松江：高木峯子 レオン：ロジャー・ブリンズ |
| 2    | くちなしの子守唄     | 高岩肇          | 安田公義   | おさよ：太地喜和子 三吉：富川晶宏 与次郎：岸田森 井戸新左衛門：杉山昌三九 弥助：田島義文 の瀬：梅津栄 都築兵九郎：守田学哉 目明し文蔵：市川男女之助 大和屋源兵ヱ：北原将光 猪之助：浜田雄史 仲造：伊東義高 百助：花岡秀樹 通詞：神田絋司 通行人A：片山静治 居酒屋の少女：中森肇子 エスピノサ：デユロー・ブルーム アリ：ウイリー・ドースイ 菊乃（少女時代）：瞳順子 健之助（少年時代）：大森久綱 柳田藤右衛門：郡司良 柳田松江：高木峯子                  |
| 3    | 火炎の街道           | 東條正年        | 三隅研次   | 志乃：津山登志子 猪之吉：和田浩治 庄屋・左衛門：加藤嘉 樋渡吉之介：小松方正 富蔵：潮健児 長老：天草四郎 お藤：笠原玲子 お為：小柳圭子 お綾：若山ゆかり お咲：有吉ひとみ 長老：南部彰三 作兵衛：新聞順司郎 一郎太：関山耕司 二郎太：秋山勝俊 三郎太：市村昌治 四郎太：志賀勝 新吉：水上保広 茂作：宮下有三 百姓A：黛康太郎 百姓B：石原須磨男 お絹：谷口欣子 菊乃（少女時代）：瞳順子 健之助（少年時代）：大森久綱 柳田藤右衛門：郡司良 柳田松江：高木峯子 |
| 4    | 六道地獄橋           | 八尋大和        | 安田公義   | 小田切丈吉：江原真二郎 六道の団平：毛利菊枝 おるい：泉晶子 お雪：鮎川いづみ 仙八：郷鍈治 伊集院隼人：伊吹聡太郎 辰造：松本克平 多田：小林昭二 堂前：宮島誠 佐々木：御影伸介 大島：菊地健一 三次：森章二 多岐：原聖四郎 乞食の島蔵：志賀勝 ひさごの主人：芝田總二 源助：吉田晴一 番太：前田正文 女の子：長谷川美佳 友吉：暁新太郎 |
| 5    | 流転のめぐり会い     | 笠原良三 中村努 | 若山富三郎 | 慈海：嵐寛寿郎 西村源之介：田口計 森下幾馬：石山律 小笠原河内守：村上冬樹 山口松蔵：滝川潤 市左衛門：志摩靖彦 役人：秋山勝俊 山岡：宍戸大全 島半二郎：下元年世 城戸屋：乃木年雄 和泉屋：藤川準 丹波屋：菊野昌代士 村人：石原須磨男 長野一郎：暁新太郎 伊吹周吉：礒田俊比古 くみ：尾形徳香 のぶ：矢野以知子 庄屋の娘：川本美和 女の子：高石郁子 |
| 6    | 血風峠               | 直居欽哉        | 大洲斉     | 柴軍兵衛：山内明 お光：中田喜子 清次：小林勝彦 坂田刑部：遠藤太津朗 下役人：日高久 伝次：滝譲二 船大工：川崎裕之 仙太：広田和彦 小女：川本美由紀 ブラッド：ジョン・ベリー |
| 7    | くちなしの別れ道     | 直居欽哉        | 森一生     | 榊伝次郎：滝田裕介 お仙：真山知子 お咲：西崎緑 河村道寛：山本麟一 堀川源兵衛：松山照夫 神埼半十郎：田中浩 右門：五味龍太郎 蝮の権六：江幡高志 左門：浜伸二 江藤：吉田晴一 宮川：木治亘 沢井：城義光 配下：高橋利通 配下：久保政行 配下：佐藤好将 配下：橋本和博 |
| 8    | 濁流の美女狩り       | 田坂啓          | 黒田義之   | 藤巻左門：成田三樹夫 加根：新海百合子 香代：森秋子 お妻：三浦由起 お滝：若山ゆかり 山岡徹之介：中村孝雄 子之次：千波丈太郎 騎馬侍：五味龍太郎 己之一：瀧義郎 寅：森章二 弥助：田畑猛雄 与助：徳田実 隠密：三木昭八郎 隠密：布目真爾 隠密：梶原伸隆 隠密：高橋利道 隠密：栗原敏 |
| 9    | 青い目の少女         | 東條正年        | 三隅研次   | 千里：シルビア・ウォーカー 勘造：安部徹 赤星十兵衛：戸浦六宏 竜巻のさぶ：井上昭文 岸部鉄蔵：草野大悟 三次：池田忠夫 甚兵衛：藤尾純 定八：山本一郎 久助：吉田晴一 平助：北野拓也 太兵衛：新関順司郎 仁吉：小中松治郎 五兵衛：石原須磨男 権六：神田絋司 村の女房A：太田優子 村の女房B：朝比奈潔子 村の女房C：即所美里 |
| 10   | 吠えた峠の女心       | 東條正年        | 斉藤武市   | お仲：中村玉緒 権三：田崎潤 庄造：伊沢一郎 厚木十兵衛：宮口二郎 向井左衛門：江幡高志 剣三：小田部通麿 丈八：伊達三郎 虎次：市原清彦 留八：浜田雄史 くぐつの十造：勝村淳 六助：堀北幸夫 多田鉄蔵：柳原久仁夫 佐太郎：加茂雅幹 一平：尾崎孝二 勘十：蔵多哲雄 |
| 11   | 怒涛の兄弟           | 中村努          | 黒田義之   | お言：春川ますみ 駿河屋庄兵衛：渡辺文雄 坂本伝右衛門：高原駿雄 松平石見守：穂高稔 土橋典膳：石橋蓮司 山形作之助：高森玄 浪人：伊吹新吾 遊女A：相川圭子 赤ン坊の母：三浦徳子 やり手婆：木下サヨ子 遊女B：山村嵯都子 茶店の婆：小林加茶枝 島岡間蔵：森内一夫 言造：中西宣夫 通詞：谷光典 浪士：鈴木弘道 ガスバル：アリー・シューマン フランコ：フォード・クラーク                                                                                          |
| 12   | 獄門峠の菊の花       | 浅井昭三        | 斉藤武市   | 賽の目お柳：岩井友見 鮫島軍十郎：内藤武敏 岩鼻の頑蔵：今井健二 おしま：松平純子 井川敬之助：島田順司 どでんの三次：土方弘 井川俊太郎：石浜祐次郎 谷村終兵衛：有馬昌彦 伯竜斉天玄：長谷川弘 安斉頼母：滝譲二 留：徳田実 宿の番頭：菊野昌代士 番具師：沖時男 軍十郎の配下：佐藤好将 軍十郎の配下：広田和彦 |
| 13   | 黒髪地獄             | 重森孝子        | 山下耕作   | 坂田伝右衛門：原健策 大山定次：永田光男 傷のある男：内田勝正 美代：小野恵子 高井：岡部正純 長岡五郎：山岡鋭二郎 風来坊：出水憲司 役人：重久剛 大橋：三木昭八郎 風来坊：梶原伸隆 中沢：美樹博 島津藩士：高橋利道 風来坊：坂下光一郎 女中：酒井靖乃 男の子：赤松志乃武 |
| 14   | 花の舞台             | 東條正年        | 三隅研次   | 定吉：西村晃 お蝶：賀川雪絵 宇多左門：中山昭二 万蔵：神田隆 三鶴：小松政夫 能登屋：高松政雄 三太：大杉潤 侍：加藤伯明 侍：亀井賢二 侍：中村博美 座員：尾形徳香 座員：和田康子 |
| 15   | 消えた賞金稼ぎ       | 東條正年        | 小林正雄   | 百合：瞳順子 茨木：山城新伍 蜘蛛の玄斉：寺島雄作 夜叉：亀石征一郎 松平直虎：浜田寅彦 松王：佐藤京一 鳴神：坂口徹 大蛇：長谷川弘 山家大膳：市川男女之助 鍋島内匠頭：守田学哉 堀田大蔵：藤山浩二 藤金佐渡守：北原将光 配下：志賀勝 梅王：原田力 桜鬼：秋山勝俊 侍：宍戸大全 |
| 16   | 卍ふたたび           | 安田公義        | 安田公義   | お政：赤座美代子 梶十郎太：南原宏治 岩造：高品格 湊屋七兵衛：富田仲次郎 お弓：服部妙子 仙造：堺左千夫 仙馬重助：木村元 村越源太夫：山村弘三 波平：日高久 おしの：小柳圭子 お民：八代郷子 若者頭：暁新太郎 おたか：若山ゆかり おせき：山村嵯都子 留：前田正文 太吉：下野耕司 フランコ：ロバーツ・ハインリクス |
| 17   | 血闘無明嶽           | 八尋大和        | 大洲斉     | 友吉：火野正平 さよ：荒牧啓子 由利香：弓恵子 来栖勘兵衛：内田朝雄 炎左衛門：近藤宏 藤兵衛：加賀邦男 乙蔵：冨川澈夫 丹波屋佐平：鈴木康弘 紅蓮敏徒：神田絋司 百姓A：菊野昌代士 百姓B：市場一雄 百姓C：松岡信江 百姓D：三星トミ |
| 18   | 野盗と花と子供たち   | 鴨井達比古      | 三隅研次   | しの：紀比呂子 長兵衛：花沢徳衛 次郎吉：山田吾一 源次：曽根晴美 主人：吉田義夫 与作：海老江寛 虎造：堀北幸夫 めし屋の主人：石原須磨男 野盗：花岡秀樹 繁造：吉田晴一 男A：田中弘史 男B：石沢健 子供たち：比嘉達也 子供たち：坂本高章 子供たち：松田賢一 子供たち：中村豊 子供たち：鎌田知佐 |
| 19   | 賞金受取人           | 東條正年        | 若山富三郎 | 村井武市郎：木村功 しのぶ：万里昌代 池上鉄斉：名和宏 寺嶋一之助：小林昭二 勘兵衛：潮万太郎 村井ふじ乃：山吹まゆみ 花山仁兵衛：有川正治 番太：中村錦司 村井正三郎：三木豊 浪人A：森内一夫 医者：藤川準 質屋：乃木年雄 勘十：丸尾好広 弥助：美樹博 浪人B：武見士朗 権太：三木昭八郎 さと：江梨こあら |
| 20   | 影を追う花           | 田口耕三        | 大洲斉     | 雪絵：東三千 秋山俊斉：加藤武 おたき：白木万理 藤吉：和崎俊哉 稲垣主膳：柳川清 小田島祐造：唐沢民賢 又平：平沢彰 胴元：出水憲司 小役人：菊野昌代士 三次：野口貴史 源造：森秀人 桶吏(一)：広田和彦 桶吏(二)：梶原伸隆 |
| 21   | 母子像無惨           | 八尋大和        | 黒田義之   | ぬい：市原悦子 土方監物：小松方正 千鶴：有吉ひとみ 井戸十蔵：草野大悟 加代：小林千枝 安堂外記：楠本健二 治助：西田良 疾風の辰：瀧義郎 猪之：きくち英一 卯吉：北野拓也 中間(一)：松田明 中間(二)：重久剛 講中：山本弘 六部(一)：新関順司郎 六部(二)：暁新太郎 薬売り：岩尾正隆 老婆：掘佐和子 |
| 22   | 少年と仇討ち         | 中村努          | 小林正雄   | 彦二郎(仇討の少年)：酒井修 馬泥棒(一)：江幡高志 渡しの老女：岡島艶子 刀屋の主人：谷口完 馬泥棒(二)：森章二 やくざ(一)：加茂雅幹 やくざ(二)：馬場勝義 居酒屋の親父：芝田総二 |
| 23   | 寒椿慕情             | 重森孝子        | 安田公義   | おりん：珠めぐみ おしま：北林早苗 おまさ：桜むつ子 源次郎：高木均 こん七：潮健児 平水又蔵：佐藤京一 喜平：北原将光 義助：飯田覚三 大家：北見唯一 人足：広瀬義宣 人足：川崎裕之 人足：坂下光一郎 太郎吉：長良俊一 花：駒田聡子 |
| 24   | 哀しい女             | 高岩肇          | 太田昭和   | 勘蔵：内田朝雄 お絹：京春上 金太：長谷川弘 宗吉：林ゆたか 老爺：海老江寛 番太：山本一郎 お染：若山ゆかり 用心棒：滝譲二 用心棒：三木昭八郎 男：沖時男 男：暁新太郎 お島：那智映美 おたき：内田真江 フランコ：ハル・ゴールド |
| 25   | 男と男の約束         | 笠原良三 橘芳久 | 小林正雄   | おぎん：藤村志保 黒木要蔵：成田三樹夫 お島：松平純子 お咲：荒牧啓子 鳴海屋仙蔵：藤山浩二 大村忠弘：有馬昌彦 鯖江帯刀：波田久夫 番所役人：玉村俊太郎 永浜大介：北川俊夫 湊屋庄平：藤川準 黒羽織覚(一)：森内一夫 黒羽織覚(二)：美樹博 クリスピン：フォード・クラーク |
| 26   | 寛永寺の決闘         | 東條正年        | 三隅研次   | 松平肥後守：徳大寺伸 竹村：曽根晴美 将軍家斉：坂口徹 通詞：斉隠寺忠夫 早馬の使者：宍戸大全 番所役人：壬生新太郎 茶店の姐さん：若山ゆかり 旅人：前田正文 女王陛下：マリア・グランター ゴンザレス：トニー・セテラ サンチェス：ユセス・オスマン 将官：ハル・ゴールド 将官：エリック・メッサースミス |

## 前後番組
| 日本テレビ系列 日曜21:30 - 22:25枠 | 日本テレビ系列 日曜21:30 - 22:25枠 | 日本テレビ系列 日曜21:30 - 22:25枠 |
| 前番組                             | 番組名                             | 次番組 |
| ---------------------------------- | ---------------------------------- | --- |
| 子連れ狼 （萬屋錦之介版・第1部）   | 唖侍鬼一法眼                       | 子連れ狼 （萬屋錦之介版・第2部） ※21:00 - 21:55NNNニューススポット ※21:55 - 22:00 【30分繰り上げて継続】日立ドキュメンタリー すばらしい世界旅行 ※22:00 - 23:00 【1時間繰り下げて継続】 |